# Теренколски район
Теренколски район (на казахски: Тереңкөл ауданы; до 4 август 2018 г. – Качирски район) е съставна част на Павлодарска област, Казахстан, с обща площ 6797 км2 и население 19 852 души (по приблизителна оценка към 1 януари 2020 г.).
Административен център е село Качири.